# 卡洛尔冈
卡洛尔冈（法語：Calorguen，法語發音：[kalɔʁɡɛ̃]）是法国阿摩尔滨海省的一个市镇，位于该省东部，属于迪南区。

## 地理
卡洛尔冈（48°24'37"N, 2°1'44"W）面积8.48 平方千米，位于法国布列塔尼大區阿摩尔滨海省，该省份为法国西北部沿海省份，位于布列塔尼半岛北部，北濒大西洋英吉利海峡，西接菲尼斯泰尔省，南至莫尔比昂省，东临伊勒-维莱讷省。
与卡洛尔冈接壤的市镇（或旧市镇、城区）包括：莱尚热罗、埃夫朗、朗瓦莱、圣安德烈德索、圣卡尔内、圣瑞瓦、特雷夫龙。

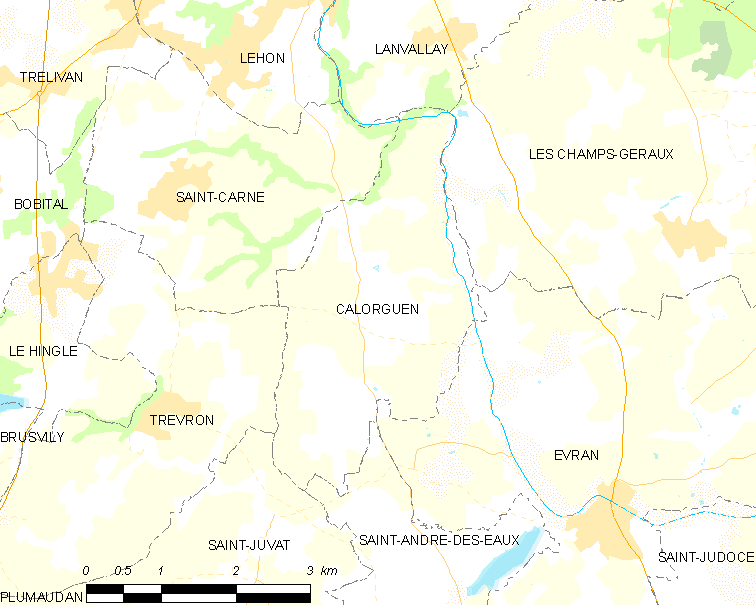
卡洛尔冈的OSM定位图

卡洛尔冈的时区为UTC+01:00、UTC+02:00（夏令时）。

## 行政
卡洛尔冈的邮政编码为22100，INSEE市镇编码为22026。

## 政治
卡洛尔冈所属的省级选区为朗瓦莱县。

## 人口

1962-2008年间卡洛尔冈人口变化图示

卡洛尔冈于2022年1月1日时的人口数量为722人。